# Agmé
Agmé é uma comuna francesa na região administrativa da Nova Aquitânia, no departamento Lot-et-Garonne. Estende-se por uma área de 5 km². Em 2010 a comuna tinha 109 habitantes (densidade: 21,8 hab./km²).